# Mujîliv, Pidhaiți
Mujîliv (în ucraineană Мужилів) este o comună în raionul Pidhaiți, regiunea Ternopil, Ucraina, formată numai din satul de reședință.

## Demografie
Componența lingvistică a comunei Mujîliv
     Ucraineană (99,8%)
     Alte limbi (0,2%)
Conform recensământului din 2001, majoritatea populației comunei Mujîliv era vorbitoare de ucraineană (99,8%), existând în minoritate și vorbitori de alte limbi.